# کیرشبرگ ان در راب
کیرشبرگ آندر راب (به آلمانی: Kirchberg an der Raab) یک منطقهٔ مسکونی در اتریش است که در زودوست‌اشتایرمارک واقع شده‌است. کیرشبرگ آندر راب ۱۶٫۷۱ کیلومتر مربع مساحت دارد ۳۷۰ متر بالاتر از سطح دریا واقع شده‌است.